# Portjengrat
Portjengrat är en bergstopp i Schweiz.   Den ligger i distriktet Brig och kantonen Valais, i den södra delen av landet, 100 km söder om huvudstaden Bern. Toppen på Portjengrat är 3 608 meter över havet, eller 379 meter över den omgivande terrängen. Bredden vid basen är 2,4 km.
Terrängen runt Portjengrat är huvudsakligen mycket bergig. Runt Portjengrat är det mycket glesbefolkat, med 5 invånare per kvadratkilometer.. Närmaste större samhälle är Sankt Niklaus, 19,7 km väster om Portjengrat. 
Trakten runt Portjengrat består i huvudsak av gräsmarker.